# Anton Wiest
Anton Wiest (Altdorf, 27 de setembro de 1801 — Cairo, 9 de maio de 1835) foi um médico, botânico e explorador alemão que se destacou como recolector em expedições patrocinadas pela sociedade científica Unio Itineraria, de Esslingen am Neckar, especialmente pelas suas extensas expedições botânicas ao Egipto.

O seu nome é epónimo dos seguintes nomes genéricos e epítetos específicos:
Géneros
- Wiestia
  - (Asteraceae) Wiestia Sch.Bip.[1]
  - (Poaceae) Wiestia Boiss.[2]

Espécies
- (Cyperaceae) Cyperus wiestii Steud.[3]
- (Poaceae) Avena wiestii Steud.[4]

## Obras publicadas
- Gustav Schübler, Anton Wiest. 1827. Untersuchungen über die pflanzen-geographischen Verhältnisse Deutschlands: eine Inaugural-Dissertation (Estudos sobre as condições geográficas das plantas na Alemanha: uma disertação inaugural). 40 pp.